# 2012년 미스 아시아 퍼시픽 월드
미스 아시아 퍼시픽 월드는 '그랜드 슬램 미인들이 참가하는 미인대회'라는 독보적인 컨셉으로, 오늘날 전 세계 사무실을 통하여 매년 수천명의 참가자들이 지원하고 있는 대회이다. 뷰티 피전트의 ‘월드컵'이라 불리는 그 선정 과정과 컨셉은 넥스터 버전의 월드 슈퍼테이너 쇼 케이스로 메가 히트 시리즈가 되고 있다.
미스 아시아 퍼시픽 월드 2011년 우승자 우크라이나의 다이아나 스타코바가 미스 아시아 퍼시픽 월드 2012년 우승자 인도의 히만기니 싱 야두에게 왕관을 씌워주었다.

## 최종 결과

### 순위
| 순위                         | 참가자 |
| ---------------------------- | --- |
| 2012 미스 아시아 퍼시픽 월드 | - 인도 – 히만기니 싱 야두 |
| 2위                          | - 몽골 – 투야마 투멘자갈 |
| 3위                          | - 라트비아 – 다이아나 쿠바소바 |
| 탑 7 결선 진출자             | - 독일 – 알레나 세나토바 - 레바논 – 나탈리 파라이 - 태국 – 차완럭 그레이스 운거 - 우크라이나 – 알렉산드라 베레초이스카 |
| 탑 15 준 결선 진출자         | - 카메룬 – 오렐레 파니 느게리우 - 에스토니아 – 줄리아 페르린 - 인도네시아 – 안디 나타샤 - 케냐 – 마르타 투오 - 필리핀 – 그렌델 알바라도 - 푸에르토리코 – 제니스 리베라 - 스리랑카 – 가예사 페레라 - 튀르키예 – 에셈 우즈고어 |

### 특별상
- 미스 텔런트:  튀르키예 – 에셈 우즈고어
- 우정상:  스리랑카 – 가예샤 페레라
- 베스트 바디:  푸에르토리코 – 제니스 리베라
- 베스트 이브닝 가운:  필리핀 – 그렌달 알바라도
- 베스트 전통의상:  스리랑카 – 가예샤 페레라
- 미스 아시아 퍼시픽 월드 스타:  레바논 – 나탈리 페라이
- 베스트 모델:  필리핀 – 그렌달 알바라도

## 같이 보기
- 미스 아시아 퍼시픽 월드
- 2011년 미스 아시아 퍼시픽 월드
- 2013년 미스 아시아 퍼시픽 월드
- 2014년 미스 아시아 퍼시픽 월드
- 미스 유니버스
- 미스 월드